# 普吕内 (阿尔代什省)
普吕内（法語：Prunet，法語發音：[pʁynɛ]）是法国阿尔代什省的一个市镇，属于拉让蒂耶尔区。

## 地理
普吕内（44°35'50"N, 4°15'39"E）面积8.81 平方千米，位于法国奥弗涅-罗讷-阿尔卑斯大区阿尔代什省，该省份为法国东南部内陆省份，北起顺时针与卢瓦尔省、伊泽尔省、德龙省、沃克吕兹省、加尔省、洛泽尔省和上盧瓦爾省接壤。
与普吕内接壤的市镇（或旧市镇、城区）包括：沙佐、若雅克、若阿纳、朗蒂耶尔、罗谢、圣西尔格德普拉德。

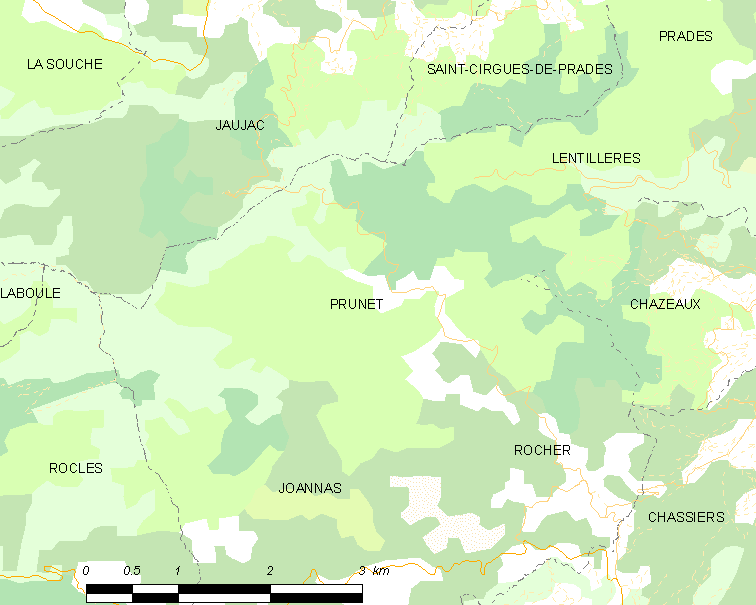
的OSM定位图

普吕内的时区为UTC+01:00、UTC+02:00（夏令时）。

## 行政
普吕内的邮政编码为07110，INSEE市镇编码为07187。

## 政治
普吕内所属的省级选区为瓦隆蓬达尔克县。

## 人口

1962-2008年间人口变化图示

普吕内于2022年1月1日时的人口数量为134人。